# Superba Hockey Club
Il Superba Hockey Club, o  Superba HC, o semplicemente la  Superba, è una società italiana di hockey su prato con sede a Genova.
Disputa i suoi incontri al campo sportivo Giorgio Arnaldi, intitolato a un hockeista genovese e finito di costruire nel 1993, che si trova nella zona del Lagaccio.

## Storia
Superba HC nasce nel 1998 con l'intento di essere la società di gestione dell'impianto sportivo G. Arnaldi. Alla sua fondazione partecipano, per questo motivo, hockeisti di tutte le società genovesi dell'epoca: CUS Genova, Real Genova, Hockey Club Genova, Hockey Club Sestri. Fallito il progetto diventa una società con finalità agonistiche reclutando giocatori da altre squadre genovesi (in particolare dal CUS Genova e dall'ormai defunta Real Genova), con l'obiettivo di giocare campionati ad alti livelli: per fare questo nei primi anni ha sostenuto una vasta campagna acquisti di stranieri affermati, inizialmente bielorussi e successivamente argentini.
Dopo un primo periodo di assestamento nel 2004 è riuscita nella promozione in Serie A1, nella quale è rimasta fino al 2006/2007.
Da allora milita in A2, avendo sfiorato per tre volte il ritorno della massima divisione. La squadra oggi è formata in massima parte da atleti cresciuti nel vivaio.

## Cronistoria

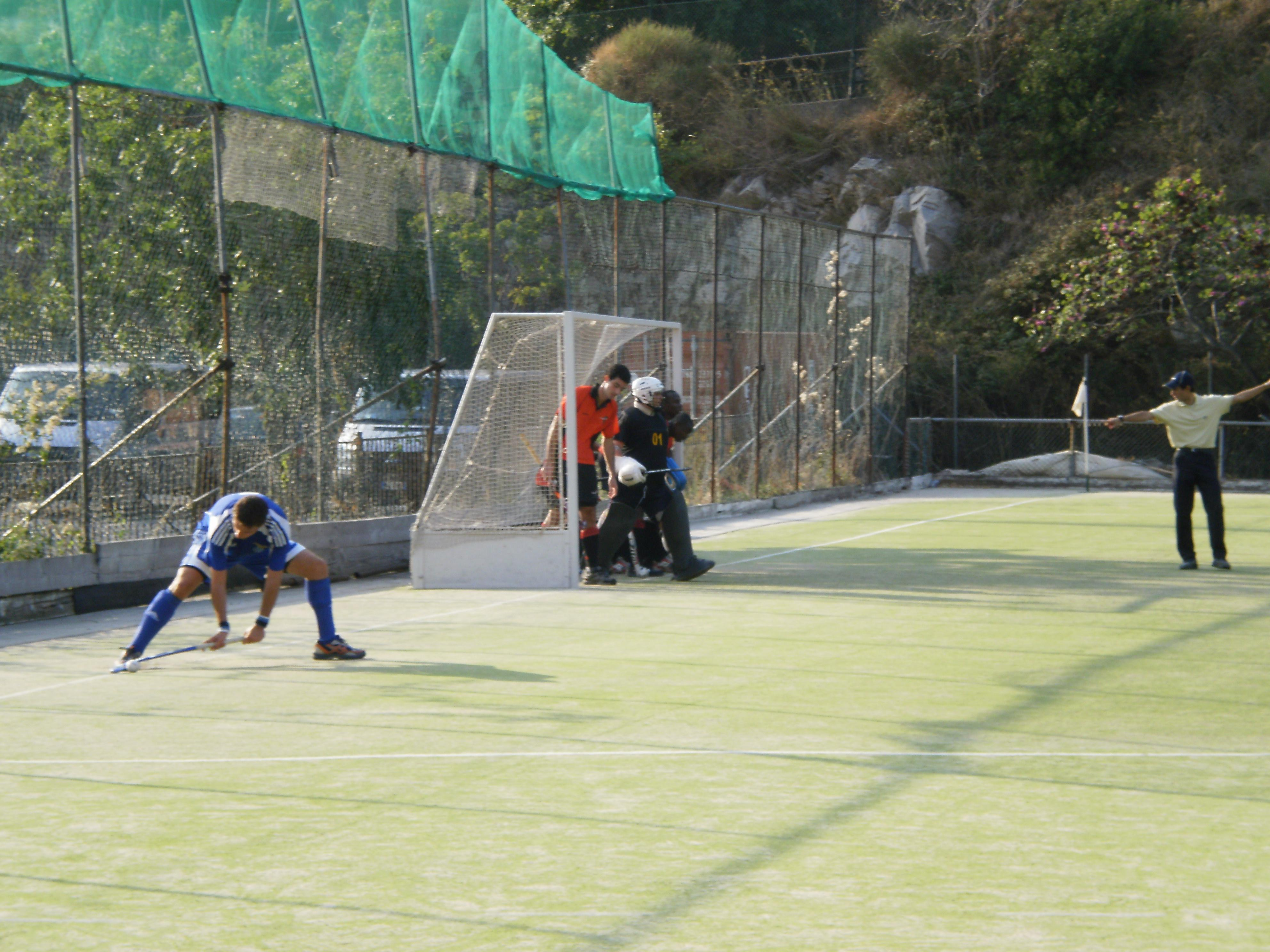
Giocatori della Superba HC impegnati in un corto difensivo contro la Lazio

- 1999/2000 - Serie B, perde ai play-off promozione
- 2000/2001 - Serie B - Promossa in Serie A2
- 2001/2002 - 10ª in Serie A2 - Retrocessa in Serie B
- 2002/2003 - 1ª in Serie B - Promossa in Serie A2
- 2003/2004 - 1ª in Serie A2 - Promossa in Serie A1
- 2004/2005 - 8ª in Serie A1
- 2005/2006 - 8ª in Serie A1
- 2006/2007 - 10ª in Serie A1 - Retrocessa in Serie A2
- 2007/2008 - 2ª in Serie A2 - sconfitta in finale play-off
- 2008/2009 - 2ª in Serie A2
- 2009/2010 - 6ª in Serie A2
- 2010/2011 - 2ª in Serie A2
- 2011/2012 - 6ª in Serie A2
- 2012/2013 - 8ª in Serie A2 -Retrocessa in Serie B
- 2013/2014 - 1ª in Serie B (girone nord-ovest) - perde il play-off promozione
- 2014/2015 - 1ª in Serie B (girone nord-ovest) - vince il play-off promozione - promossa in Serie A2
- 2015/2016 - 3ª in Serie A2
- 2016/2017 - 2ª in Serie A2
- 2017/2018 - 2ª in Serie A2
- 2018/2019 - 3ª in Serie A2
- 2019/2020 - stop per pandemia
- 2020/2021 - 2ª in Serie A2 - sconfitta in finale play-off
- 2021/2022 - 2ª in Serie A2